# Eine kleine Nachtmusik
La Serenata n.º 13 para cuerdas en sol mayor, más conocida como Eine kleine Nachtmusik (Una pequeña tonada nocturna, Una pequeña serenata o Pequeña serenata nocturna), K. 525 es una de las composiciones más populares de Wolfgang Amadeus Mozart y de la música clásica en sí. Está fechada en Viena el 10 de agosto de 1787, coincidiendo con la composición de la ópera Don Giovanni. Sin embargo, no se sabe para quién ni por qué la compuso Mozart.
Originariamente escrita en cinco movimientos, se han conservado cuatro. Su instrumentación es la habitual de un conjunto de cámara: dos violines, viola, chelo y contrabajo.

## Movimientos

### Allegro
Este primer movimiento es un Allegro en forma de sonata, el cual asciende agresivamente. El segundo tema es más gracioso y es en re mayor, el tono dominante de sol mayor. La exposición se cierra en re mayor y es repetida. El desarrollo comienza en re mayor, continúa en do mayor y roza La menor antes de que se continúe a sol mayor para la recapitulación (Una repetición de la exposición con ambos temas en el mismo tono). Durante la recapitulación, es en sol mayor con los temas primarios de la exposición. El movimiento termina en sol mayor.

### RomanceAndante
El segundo movimiento es un "Romance". El movimiento es en Andante y
en contraste y más lento que el primer movimiento. Está en una "forma de sección de rondó" y es similar a la forma rondó de sonata (A-B-A-C-A). El primer tema (A) es gracioso y lírico. El segundo (B) es más rítmico que el primero. El primer tema retorna (A) y es seguido del tercer tema (C), que es más oscuro que los dos primeros e incluye un toque de Do menor. El primer tema (A) retorna para terminar el movimiento. La tonalidad es do mayor, la cual es la subdominante de sol mayor.

### MenuettoAllegretto
El tercer movimiento es un minueto y trío (A-B-A) y es más bailable. El movimiento está en el tono principal, el cual es en sol mayor y es bastante rápido, con un tempo de Allegretto. Su estructura es ternaria, con dos partes, un minueto y un trío. El movimiento comienza con el Minueto (A), luego entra el trío en (B), y termina con el minueto (A). Termina con la tonalidad principal, sol mayor.

### RondóAllegro
El cuarto y último movimiento, retorna con la viveza del primer movimiento. El movimiento alterna entre dos temas durante la exposición. En el desarrollo entre ambos temas se modula a través de varias tonalidades y termina en sol menor. Los temas retornan en la recapitulación y termina en la coda, en el cual el primer tema retorna.

### El quinto (¿o segundo?)
En su catálogo personal, Mozart incluyó esta obra dispuesta en cinco movimientos; el segundo movimiento en su listado, un minueto y un trío, se pensaba perdido hace mucho. El musicólogo Alfred Einstein ha sugerido, sin embargo, que el minueto en Sonata para Piano en BB, K.498a, es en realidad el movimiento perdido. Se han hecho grabaciones de tal pieza desde entonces, aunque aún no se está seguro de que Einstein esté en lo correcto.